# Tordylium
Genre
Tordylium est un genre de plantes à fleurs de la famille des Apiaceae. Il comprend vingt espèces de plantes herbacées originaires de la région méditerranéenne et du Moyen-Orient.

## Liste des espèces
Selon Plants of the World online (POWO) (20 mai 2021) :
- Tordylium aegaeum Runemark
- Tordylium aegyptiacum (L.) Poir.
- Tordylium apulum L.
- Tordylium brachytaenium Boiss. & Heldr.
- Tordylium cappadocicum Boiss.
- Tordylium carmeli (Labill.) Al-Eisawi
- Tordylium cordatum (Jacq.) Poir.
- Tordylium ebracteatum Al-Eisawi & Jury
- Tordylium elegans (Boiss. & Balansa) Alava & Hub.-Mor.
- Tordylium hasselquistiae DC.
- Tordylium hirtocarpum Candargy
- Tordylium ketenoglui H.Duman & A.Duran
- Tordylium lanatum (Boiss.) Boiss.
- Tordylium macropetalum Boiss.
- Tordylium maximum L.
- Tordylium officinale L.
- Tordylium pestalozzae Boiss.
- Tordylium pustulosum Boiss.
- Tordylium syriacum L.
- Tordylium trachycarpum (Boiss.) Al-Eisawi

## Synonymes
Les genres suivants sont synonymes de Tordylium selon Plants of the World online (POWO) (20 mai 2021) :
- Ainsworthia Boiss.
- Condylocarpus Hoffm.
- Hasselquistia L.
- Synelcosciadium Boiss.